# Podgórze (Wałbrzych)

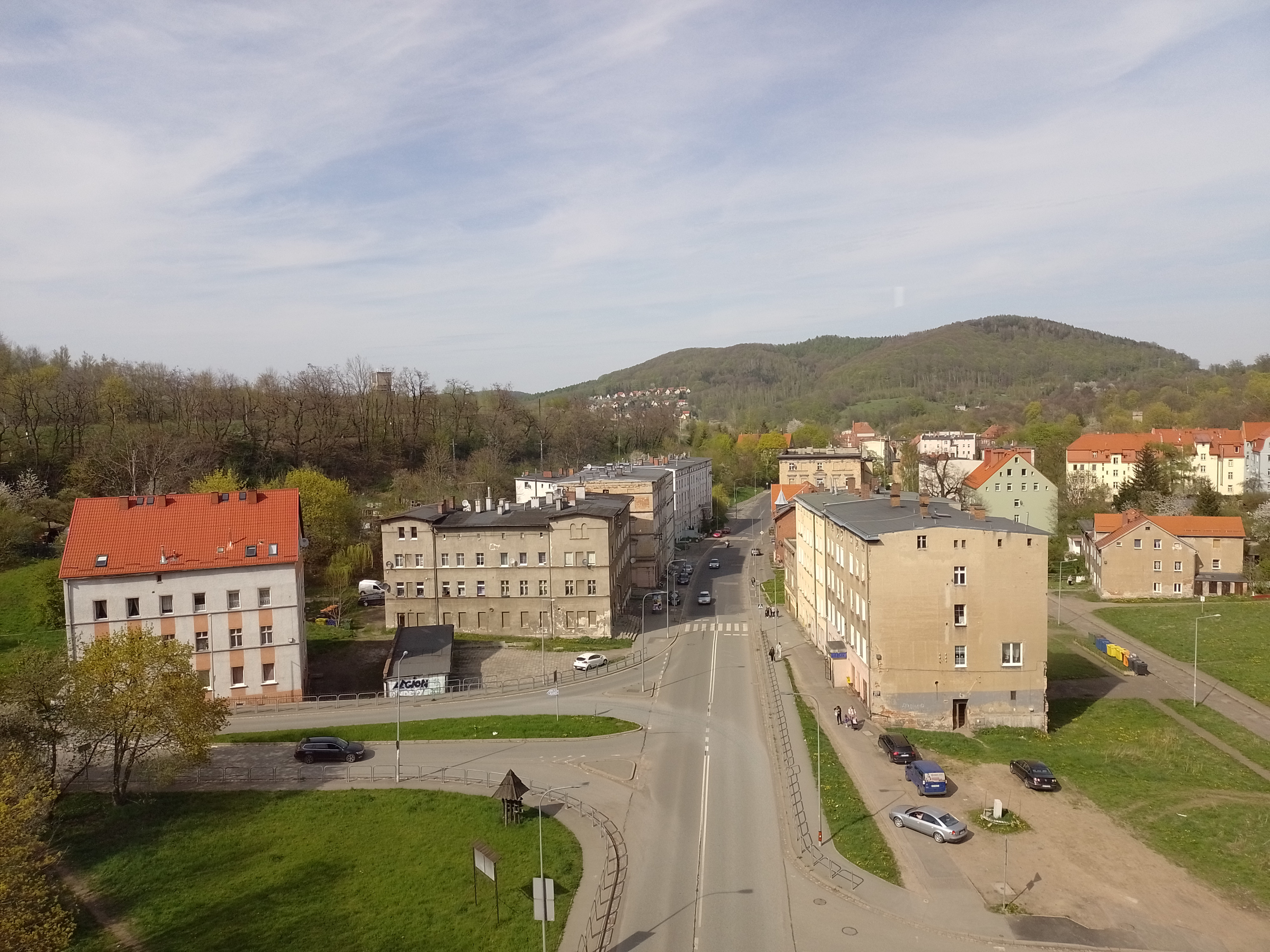
Ulica Niepodległości – widok z wiaduktu kolejowego

Podgórze (z niem. Dittrichsbach, Dyterichsbach, Dittersbach, po 1945 roku Dietrzychów, Ogorzelec, Pogórze, Podzamcze, Pogórze, Wałbrzych-Ogorzelec, Wałbrzych Podgórze, Podgórze I, Podgórze II) – dawna wieś, obecnie leżąca w południowej części dzielnica Wałbrzycha. Podgórze położone jest w górnej części Pełcznicy, wzdłuż pasma Gór Czarnych.

## Historia
Z powstaniem i nazwą osady Dittersbach związana jest legenda o biednym rzemieślniku imieniem Ditter i córce włoskiego kupca, pięknej Santa Paoli.
Podgórze po raz pierwszy wzmiankowane było w 1305 roku. Tradycja wiąże powstanie wsi z grodem na Zamkowej Górze, ale odimienna nazwa wskazuje, że mogła to być wieś lokowana. W XV należała do Schaffgotschów, a później Czettritzow. Jej mieszkańcy zajmowali się rolnictwem i tkactwem chałupniczym, a także, od połowy XVII wieku, górnictwem. Na przełomie XIX i XX wieku Podgórze było najszybciej rozwijającą się wsią w gminie Wałbrzych, z ludnością przekraczającą 15 tys. mieszkańców. Duży wpływ na to miało doprowadzenie linii kolejowej do Jeleniej Góry i Kłodzka. W tym czasie zabudowa Podgórza zaczęła nabierać charakteru miejskiego.
W 1934 roku część Podgórza (według innych źródeł całość) przyłączono do Wałbrzycha. Po II wojnie światowej górną część dzielnicy nazywano Podzamczem, ale w chwili rozpoczęcia budowy osiedla o tej nazwie górną część dzielnicy zaczęto nazywać Podgórze II, a dolną Podgórze I.
Po likwidacji kopalni pod koniec XX wieku Podgórze wyraźnie podupadło i dziś stanowi jedną z bardziej zaniedbanych dzielnic Wałbrzycha. Obecnie dzielnica objęta jest gminnym programem rewitalizacji Wałbrzycha na lata 2016–2025.
W obręb Podgórza wchodzą:
- Osiedle Słoneczne – okolice skrzyżowania ulic Świdnickiej i 11 Listopada, zwane też Osiedlem Parkowym,
- Podzamcze (Ogorzelec) – okolice kolonii Nowy Dom, pod ruinami zamku Nowy Dwór,
- Dolina Szwajcarska,
- Osiedle Szczęść Boże.

Według danych z Urzędu Miejskiego w Wałbrzychu na 16 kwietnia 2014 roku dzielnicę Podgórze, Stary i Nowy Glinik zamieszkuje 8892 osób.

## Przemysł
Obecnie na Podgórzu znajduje się kilka zakładów przemysłowych, m.in. Fabryka Wkładów Odzieżowych „Camela” i PUPH „Dompol”.
Dawniej w dzielnicy znajdowały się m.in.:
- Kopalnia Węgla Kamiennego Mieszko (dawniej Melchior, von Kulmiz), ul. Górnicza – działała w latach 1840–1992. Z kopalnianych zabudowań do czasów obecnych przetrwały tylko dwa szyby: Staszic Wschód, Zachód, przy ulicy Górniczej i Szyb Powietrzny przy ulicy Świdnickiej,
- Fabryka Wyrobów Szamotowych i Legnickie Zakłady Ceramiki Budowlanej (Kaflarnia), ul. Niepodległości 52-54.

## Edukacja i kultura
Na Podgórzu znajdują się:
- Publiczna Szkoła Podstawowa Nr 5 im. Aliny i Czesława Centkiewiczów, ul. Poznańska 8
- Żłobek Samorządowy nr 3[6], ul. Niepodległości 15,
- Przedszkole Niepubliczne „Pod Grzybkiem”, ul. Niepodległości 90,
- Filia nr 2 PiMBP Biblioteki pod Atlantami, ul. Niepodległości 66,
- Dom Dziecka i Placówka Dziennego Wsparcia (dawniej III komisariat policji), ul. Niepodległości 64.

Wcześniej istniały również:
- Przedszkole kolejowe, ul. Poznańska 6,
- Szkoła ewangelicka, później Szkoła Podstawowa nr 27, ul. Szkolna 4,
- Szkoła ewangelicka, później Szkoła Podstawowa nr 8, ul Świdnicka 63,
- Szkoła ewangelicka, później Szkoła Podstawowa nr 3 i Centrum Kształcenia Ustawicznego, ul. Niepodległości 88,
- Szkoła Podstawowa nr 7, później Publiczne Gimnazjum nr 3, ul. Skargi Piotra 49,
- Szkoła katolicka, później Technikum Mechaniczne i Zasadnicza Szkoła Metalowa, później Zespół Szkół Zawodowych Specjalnych, pl. Bohaterów Pracy 1.
- Dom Kultury „Mieszko”, później „Kolejarz”, ul. Niepodległości 245,
- Powiatowa Biblioteka Publiczna Dla Niewidomych PIMBP Biblioteka Pod Atlantami Filia nr 15, ul. Niepodległości 162,
- Klub Muzyczny „9 fala”, ul. Niepodległości 72.

Latem 2006 roku na Podgórzu kręcone były sceny do filmu Andrzeja Jakimowskiego „Sztuczki”. W filmie pokazano m.in. ul. Niepodległości i Szkolną, wiadukt kolejowy nad ul. Niepodległości oraz stację kolejową PKP Wałbrzych Główny.

## Media
W dzielnicy swoją siedzibę ma Telewizja Kablowa „Podgórze”. Ukazywał się tu również gazeta regionalna „Nasz Region Dolnośląski”.

## Sport i turystyka
Obecnie w dzielnicy działają następujące kluby i obiekty sportowe:
- KP Gwarek[8], dawniej KP Koksochemia, ul. Jagiellońska 24,
- KP Podgórze[9], dawniej KS Semafor, ul. Nowy Dom,
- Strzelnica Walbrzych „Fundacja Przetrwanie”, ul. Żelazna.

Wcześniej w dzielnicy istniało wiele innych obiektów sportowych:
- kąpielisko, ul. Nowy Dom,
- boisko, ul. Kaszubska,
- boisko, ul. Mączna,
- boisko, ul. Welońskiego,
- korty tenisowe, ul. Poleska,
- strzelnica, ul. Świdnicka,
- strzelnica Cechu Eugeniusz, Szyb Eugeniusz,
- skocznia narciarska/ trasa narciarska, Góra Barbarka,
- skocznia narciarska, ul. Świdnicka[10].

Podgórze jest ważnym miejscem na mapie szlaków sudeckich. Przy Dworcu PKP Wałbrzych Główny znajduje się węzeł, w którym zaczynają się cztery szlaki:
- – przez Borową do Przełęczy pod Borową,
- – przez Barbarkę i Unisław Śląski na Bukowiec,
- – przez Marciszów do Szklarskiej Poręby Górnej,
- – przez Ślężę do Sobótki.

Ponadto przez Podgórze przechodzi  z wałbrzyskiej siedziby PTTK przy ul. Konopnickiej, m.in. przez Niedźwiadki, Dolinę Szwajcarską do Andrzejówki i dalej do Karpacza.
Najwyższe wzniesienia na terenie Podgórza i w jego okolicy to:
- Borowa (853 m n.p.m.) – w 2017 roku oddano do użytku wybudowaną na szczycie wieżę widokową,
- Wołowiec (776 m n.p.m.) – na zboczach znajduje się nieczynny kamieniołom, platforma widokowa i „biały krzyż”.
- Kozioł (774 m n.p.m.)
- Dłużyna (685 m n.p.m.)
- Barbarka (635 m n.p.m.) – przed wojną istniało na szczycie schronisko-restauracja Kolbebaude[11][12]
- Niedźwiadki (trzy wierzchołki 629 m, 623 m i 604 m n.p.m.)
- Zamkowa Góra (618 m n.p.m.) – na szczycie znajdują się ruiny Zamku Nowy Dwór.

Przy ul. Poznańskiej 6 znajduje się Stacja Centralna Grupy Sudeckiej GOPR.

## Religia
Na Podgórzu znajdują się:
- parafia pw. św. Franciszka z Asyżu[13], w której posługują księża pallotyni, ul. Poznańska 7 – dawniej przy parafii posługiwały siostry ze zgromadzenia Szensztackiego Instytutu Sióstr Maryi,
- cmentarz parafialny, ul. Poznańska,
- Sala Królestwa Świadków Jehowy, ul. Piotra Skargi 48a[14]
- przy ul. Reymonta stoi również nieczynny kościół będący dawniej kościołem ewangelickim, a później prawosławną Cerkwią Wszystkich Świętych.

## Transport
Podgórze położone jest wzdłuż ulicy Niepodległości (odcinek Drogi Krajowej nr 35), przechodzącej na południu w ul. Wałbrzyską w kierunku Glinika Nowego i dalej do granicy z Czechami oraz na północy w ul. Mickiewicza w kierunku Śródmieścia. Na wschód odchodzi prowadząca m.in. do Kozic i dalej do Świdnicy ul. Świdnicka, będąca częścią Drogi wojewódzkiej nr 379. Przez dzielnicę przebiega również zachodnia obwodnica Wałbrzycha (odcinek Drogi Krajowej nr 35).
W górnej części dzielnicy znajduje się dworzec PKP Wałbrzych Główny, będący największą i jedną z najwyżej położonych stacji górskich w Polsce, a dawniej ważnym węzłem kolejowym, zwłaszcza w odniesieniu do transportu towarowego. Krzyżują się przy nim linie kolejowe nr 274 Wrocław Świebodzki – Zgorzelec i nr 286 Kłodzko Główne – Wałbrzych Główny. Na trasie nr 286 znajdują się: wiadukt kolejowy nad ul. Niepodległości o długości 148 m i wysokości prawie 30 m oraz tunele pod Małym Wołowcem.
18 lutego 1899 roku do Podgórza doprowadzono linię tramwajową z Wałbrzycha. Zlikwidowano ją w 1949 roku, zastępując tramwaje trolejbusami, a później autobusami. Obecnie Podgórze skomunikowane jest ze Śródmieściem i innymi dzielnicami Wałbrzycha liniami autobusowymi nr A, 11 i 12 oraz linią prywatnej komunikacji nr 6.